# Viktor Rogy
Viktor Rogy (* 27. Juli 1924 in Gailitz/Ziljica bei Arnoldstein in Kärnten; † 23. Jänner 2004 in Klagenfurt) war ein österreichischer Lyriker, Bildhauer, Multimedia-, Aktions- und Performancekünstler.
Viktor Rogy zählt zu den radikalsten Vertretern der internationalen Tendenz des Minimalismus in der Kunst nach 1945. Der Autodidakt lebte drei Jahrzehnte in der ehemaligen Waschküche der Gartenvilla der Malerin Maria Lassnig in Klagenfurt und erregte in den 1980er-Jahren mit seinen Protestaktionen für den Ensembleschutz Aufsehen, bevor er sich dem Design von Lokalen, der künstlerischen Strategie der Designation und dem kalligrafischen Freewriting zuwandte. 

## Leben und Werk
Viktor Rogy wuchs als Kind einer Eisenbahnerfamilie in Gailitz bei Arnoldstein in Kärnten auf und erlernte in Leoben in der Steiermark das Maurerhandwerk. Sein Vater Peter Rogy engagierte sich bis 1934 im sozialdemokratischen, danach im kommunistischen Widerstand gegen die nationalsozialistische Diktatur und kam am 14. April 1944 in der Haftanstalt Krems-Stein gewaltsam zu Tode. Viktor Rogy simulierte als Wehrmachtssoldat an der West-, Süd- und Ostfront erfolgreich Verletzungen und Krankheiten.
Nach dem Krieg verkehrte Rogy im Literaturzirkel des Villacher Architekten, Lyrikers und Grafikers Hans Leb. Unter dem Einfluss des deutschen Dichtermalers und Mystikers Bô Yin Râ begann er zu schreiben, zog 1959 mit dem Maler und Bildhauer Hans Bischoffshausen nach Paris und später als Stuckateur und Ateliergehilfe durch die Kärntner Schlösser Saager, Ehrenhausen und Damtschach. In den 1960er-Jahren heiratete Rogy in erster Ehe die Kärntner Malerin Caroline, befreundete sich mit dem Maler Giselbert Hoke, wandte sich der minimalistischen Bildhauerei zu und nahm an internationalen Bildhauersymposien in Vermont/USA und im Krastal/Kärnten teil.
In den 1970er-Jahren ging Rogy zur Fund- und Konzeptkunst über, wie sie von Lawrence Weiner in der Declation of Intend (1968) definiert wird. Der Künstler imaginierte Ausstellungen und Kunstorte, erweiterte das Readymade um Gedrucktes und Gebautes und kalligrafierte am Wirtshausblock Einwortgedichte, die er zum Teil in Leuchtschrift ausführen ließ. Rogy parodierte künstlerische Fotografie durch magisches Sammeln und gestaltete mit Hilfe privater Mäzene drei Klagenfurter Innenstadt-Lokale. In den Jahren 1985 und 1988 setzte er spektakuläre Aktionen für den Ensembleschutz in Villach und Klagenfurt, die zu gerichtlichen Verurteilungen führten. Das »bankrotte Genie« polemisierte gegen den kommerziellen Kunstbetrieb sowie gegen Lokal-, Regional- und Bundespolitiker, insbesondere mit internationalem Medienecho gegen die Angelobung der österreichischen ÖVP-FPÖ-Regierung am 4. Februar 2000.
Die legendäre Kärntner Galerie Hildebrand, der österreichische Architekturkritiker Friedrich Achleitner, der Kunsthistoriker Arnulf Rohsmann, der Publizist Wolfgang Koch sowie die Literaturwissenschaftler Jozej »Pepo« Strutz und Friedbert Aspetsberger warben für Rogys Anerkennung im Kulturbetrieb. Der Künstler verehrte in seiner Arbeit kultisch ein Dutzend Religionsstifter, Sportler, Künstler und Dichter, als deren jeweilige Reinkarnation er sich sah. In den 1980er-Jahren integrierte er Formen des Spiritismus als »Ferntraining« und »Fernsprengung« in seine Aktionen. Der Zentralbegriff seiner reduktionistischen Interventionen im Raum hieß »Enttschatschelung« [Entkitschung]. Mit ihm fand der unberechenbare Außenseiter in der österreichischen Provinz eigenständig zu ästhetischen Positionen, die mit den Strömungen der Arte Povera, des Minimalismus und der Appropriation Art übereinstimmen.
Rogy stellte in Österreich, Slowenien, Italien, Deutschland und den USA aus. Sein Hauptwerk ist die im Jahr 2000 verspiegelte neogotische Evangelische Kirche im Stadtpark (Villach). Rogy dokumentierte sein gesamtes Schaffen in zwei Künstlerbüchern und rund 700 gedruckten Künstlerpostkarten. Er schuf in Kollaboration mit seiner zweiten Ehefrau, der Künstlerin Isabella Ban, Installationen, Tanzvideos, Vintage-Anzüge und Fantasiegerichte, und er performte als »lebende Skulptur« bis zur letzten Stunde am Sterbebett.
Rogys Lesungen und Performances wurden vom Dokumentaristen und Obmann des Musikforum Viktring Werner Überbacher gefilmt. Als Rogy-Schüler bezeichnen sich der Konzeptkünstler Werner Hofmeister, der Kärntner Faschingsintendant Reinhard Eberhart, der Datenstruktur-Künstler Wilfried Kofler und der Antiquitätenhändler Klaus Oberhammer.
Viktor Rogy starb in Folge eines Adenokarzinoms des Pankreas. Sein Grab befindet sich am Alten Friedhof Gailitz/Arnoldstein. Rogy war Vater eines Sohnes.

## Ausstellungen
- 1978: K 45/Kunst nach 1945, Künstlerhaus Wien: Viktor Rogy, 16.–20. Feb. 1978
- 1978: Kunstverein Kärnten: Viktor Rogy, 12.–27. Mai 1978
- 1984: Galerie Hildebrand, Klagenfurt: Schlussausstellung, 21. Okt.–31. Dez. 1984
- 1995: Galerie Stadtpark, Krems: Objekte, 17. Sept.–14. Okt. 1995
- 1998: Kunsthalle Exnergasse: Fotoausstellung, 13. Mai–6. Jun. 1998
- 2007: Retrospektive im Stadttheater Klagenfurt: I love you, 6.–11. Aug. 2007
- 2019: Retrospektive, Galerie Freihausgasse, Villach: C’est la vie, 9. Mai–1. Juni 2019

## Veröffentlichungen
- R. Dreißig Gedichte im Miniaturformat, hrsg. von Hans Bischoffshausen, Druckerei Ripl, Villach 1959.
- genie 84. Ritter Verlag, Klagenfurt 1984.
- (5mal viktor) i love you/ PRIVATFILM. Werkbuch. Edition Selene, Wien 1998.

## Auszeichnungen
- 1944: Eisernes Kreuz II. Klasse der Deutschen Wehrmacht
- 1998: Würdigungspreis für Architektur des Landes Kärnten